# Yelena Ruzina
Yelena Ivanovna Ruzina (russe : Елена Ивановна Рузина, née le 3 avril 1964) est une athlète russe spécialiste du 400 mètres.

## Carrière
En 1990, elle fait partie du relais 4 × 400 m de l'Union soviétique médaillé d'argent des Championnats d'Europe de Split. Représentant l'équipe unifiée des ex-républiques soviétiques durant les Jeux olympiques de 1992, Yelena Ruzina remporte la médaille d'or du relais 4 × 400 m aux côtés de Lyudmila Dzhigalova, Olga Nazarova et Olga Bryzgina, devançant finalement les États-Unis et le Royaume-Uni. En 1993, la Russe s'adjuge son unique titre de championne de Russie du 400 m, et établit la meilleure performance de sa carrière sur un tour de piste en demi-finale des Championnats du monde de Stuttgart (51 s 14). Avec ses coéquipières Tatyana Alekseyeva, Margarita Ponomaryova et Irina Privalova, elle se classe deuxième du relais 4 × 400 derrière les États-Unis. Elle obtient un nouveau titre mondial dans une épreuve collective en s'imposant lors des Championnats du monde en salle de 1995.

## Palmarès
| Année | Compétition                    | Lieu      | Résultat | Épreuve   |
| ----- | ------------------------------ | --------- | -------- | --------- |
| 1990  | Goodwill Games                 | Seattle   | 1re      | 4 × 400 m |
| 1990  | Championnats d'Europe          | Split     | 2e       | 4 × 400 m |
| 1992  | Jeux olympiques                | Barcelone | 1re      | 4 × 400 m |
| 1993  | Championnats du monde          | Stuttgart | 2e       | 4 × 400 m |
| 1995  | Championnats du monde en salle | Barcelone | 1re      | 4 × 400 m |